# قرآن کریم (ترجمه الهی قمشه‌ای)
قرآن کریم با ترجمهٔ مهدی الهی قمشه‌ای، ترجمه فارسی روان و سلیسی از قرآن است. انتشار این ترجمه در سال ۱۳۹۴ به دلیل وجود اشتباهات فراوان، از سوی وزارت ارشاد ممنوع اعلام شد.

## ویژگی‌ها
از ویژگی‌های ترجمه قرآن کریم الهی قمشه‌ای می‌توان به موارد ذیل اشاره کرد:
- قلم روان و انشای سلیس که باعث سهولت در فهم عبارت می‌شود.
- دارای «خلاصة التفاسیر» است و توضیحات کوتاهی را در میان پرانتز و برای فهم مخاطب ذکر کرده است.[۲]

## انتقادات
انتقاداتی به ترجمه الهی قمشه‌ای وارد شده است. مترجم در بخش‌هایی در توجه به ضمایر از جهت مفرد، مثنی یا جمع بودن دچار بی‌توجهی شده است. یا گاهی نوع فعل از حیث معلوم بودن و مجهول بودن یا نوع خطاب فعل را به نادرستی ترجمه کرده است؛ مثلاً در آیه ۵۱ سوره عنکبوت، فعل «یُتلَی» را که یک فعل مضارع مجهول است به صورت معلوم ترجمه کرده است. از دیگر انتقاداتی که به این ترجمه وارد شده، ترجمه به صورت «نقل به معنی» است. گاهی نیز در ترجمه افتادگی وجود داشته که باعث نقصان در ترجمه شده است؛ مثلاً در آیه ۳۳ سوره لقمان، ضمیر «کُم» در «رَبَّکُم» ترجمه نشده است. بهاءالدین خرمشاهی ضمن انتشار مقاله‌ای که در آن به بیان انتقاداتی به نحوه ترجمه الهی قمشه‌ای می‌پردازد، دربارهٔ این ترجمه چنین می‌نویسد:
شاید برای اهل نظر و قرآن پژوهان تعجب آور باشد که عرض کنم ترجمه مرحوم قمشه‌ای در عین آنکه مقبولترین ترجمه قرآن در عصر جدید بوده است، چه بسا پُر اشتباهترین ترجمه هم بوده است.
البته احمد بهشتی در دفاع از مهدی الهی قمشه‌ای و در مقاله‌ای تحت عنوان «دربارهٔ نقد ترجمه شادروان الهی قمشه ای از قرآن کریم» به پاسخ دادن به برخی از انتقاداتِ وارد شده از جانب بهاءالدین خرمشاهی پرداخته است.

## اصلاحات
حسین الهی قمشه‌ای، فرزند مهدی الهی قمشه‌ای، اصلاحاتی را بر روی این ترجمه اعمال کرده که توسط انتشارات امیرکبیر به چاپ رسیده است. البته این اصلاحات بیشتر در حد جابجا کردن برخی افعال و اصلاح بعضی الفاظ و غلط‌های خیلی مشهور بوده و ویرایش اساسی نیست.

## ممنوعیت چاپ
در سال ۱۳۹۴ خورشیدی، وزارت فرهنگ و ارشاد اسلامی چاپ قرآن کریم با ترجمه مهدی الهی قمشه‌ای را به دلایلی نظیر وجود غلط‌های فراوان ممنوع اعلام کرد. این کار باعث ایجاد واکنش‌های منفی به تصمیم وزارت فرهنگ و ارشاد اسلامی شد.